# Samsi
Samsi (ou Shamsi, en arabe : شمسي, "mon soleil"), est une reine arabe qui règne sur le royaume de Qédar, à l'ouest de l'Assyrie, au VIIIe siècle av. J.-C. 

## Biographie

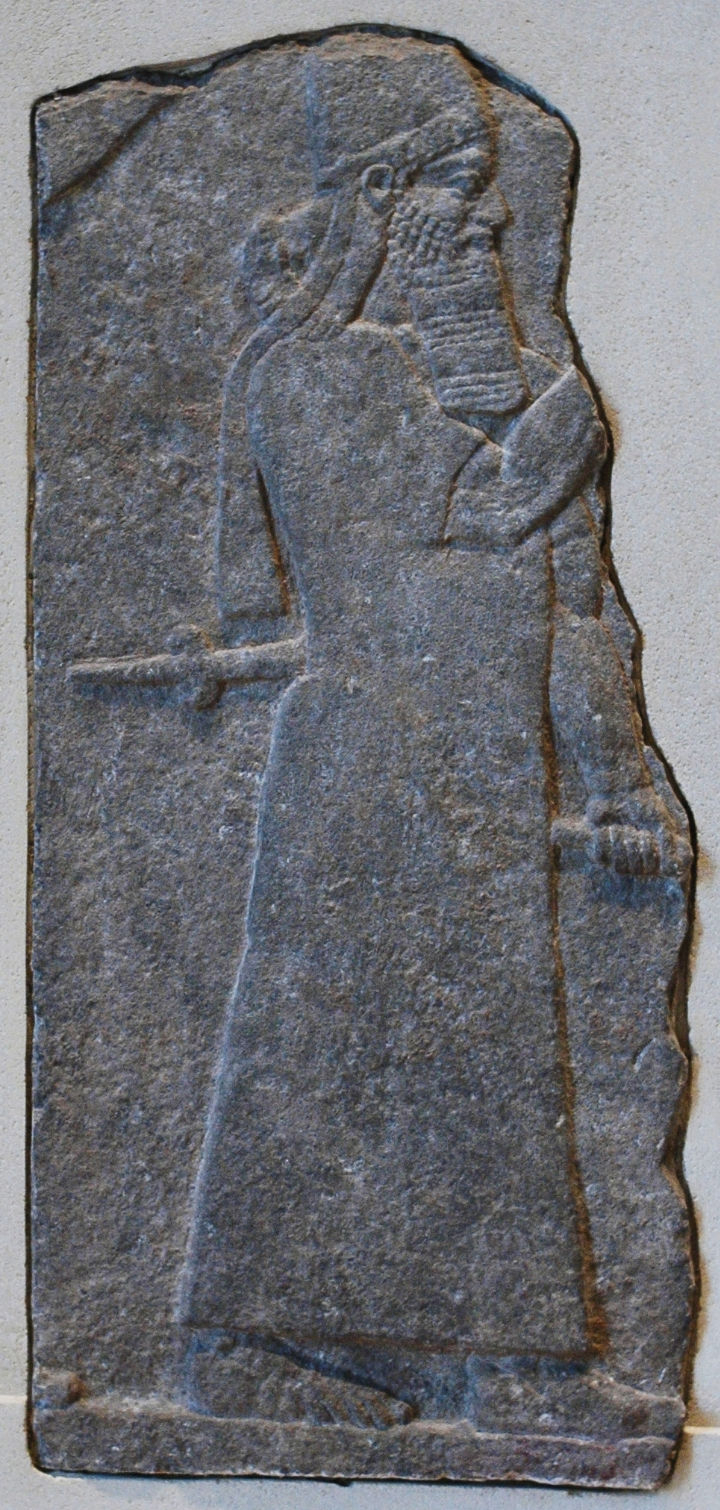
Teglath-phalasar III, roi d'Assyrie (744–727 av. J.-C.). Bas-relief en albâtre gypseux provenant du palais de Teglath-phalasar à Nimrud, troisième quart du VIIIe siècle av. J.-C.

Les chroniques assyriennes décrivent la reine Samsi comme une souveraine puissante qui a eu l'audace d'affronter les rois assyriens dans les années 730 et 720 avant J.-C. Comme ses prédécesseurs, elle dirige des caravanes transportant des épices et de l'encens de la péninsule arabique au Proche-Orient et en Syrie. 
Samsi arrive au pouvoir en tant que vassale de l'Assyrie et du roi assyrien Teglath-Phalasar III, succédant à l'ancienne reine d'Arabie Zabibe, qui a abdiqué en sa faveur. Plus tard, cependant, elle se rebelle, rejoignant une alliance fondée par Rakhianu de Damas pour combattre le roi en 732 avant J.-C.. Selon les archives assyriennes, Teglath-Phalasar attaque de nombreuses zones tribales arabes et vainc Samsi dans la région du mont Sa-qu-ur-ri (un endroit non identifié). Les Assyriens font de nombreux prisonniers de guerre et prennent 30 000 chameaux et plus de 20 000 bœufs comme butin. Une inscription indique que 9 400 soldats sont tués, et plus 5 000 sacs de divers types d'épices, d'autels de dieux, d'armements dont un bâton ornemental de déesse et ses biens sont saisis. Alors que Samsi fuit vers le désert, Teglath-Phalasar met le feu aux tentes restantes sur le site de la bataille.

Carte du royaume de Qédar au Ve siècle avant J.-C.

Après la défaite, Samsi est capturée et faite prisonnière. Teglath-Phalasar nomme un qepu (gouverneur) et laisse 10 000 soldats sur son territoire. Cependant il la remet a pouvoir car il a besoin d'un souverain arabe afin de maintenir la paix sociale et protéger la route commerciale nord-sud lucrative du territoire assyrien à travers l'Arabie. Simsa et sept autres royaumes (Massa, Tyma, Saba, Haiappa (Ephah), Badana, Hattia et Idibi'lu) impliqués dans le commerce arabe sont tenus de payer un tribut et d'assurer la sécurité du commerce d'encens.
Elle règne sur le royaume de Qédar pendant 20 ans. 